# Грибачёв, Николай Матвеевич
Николай Матвеевич Грибачёв (6 [19] декабря 1910 или 19 декабря 1910, Лопушь, Орловская губерния — 10 марта 1992, Москва) — советский писатель и государственный деятель, Председатель ВС РСФСР (1980—1990). Герой Социалистического Труда (1974).

## Биография
Родился 6 (19) декабря 1910 года в селе Лопушь (ныне в Выгоничском районе, Брянская область) в крестьянской семье. В 1932 году окончил гидромелиоративный техникум в селе Брасово (Брянская область). С 1932 года работал журналистом в Петрозаводске в газете «Красная Карелия». Делегат I съезда СП СССР (1934). В 1936—1941 годах работал журналистом в Смоленске. Участвовал в советско-финской войне (1939—1940).
Во время Великой Отечественной войны, после окончания военного инженерного училища, был командиром сапёрного батальона. Участвовал в боях на Дону и под Сталинградом. С 1943 года — спецкор армейской газеты «Боевой товарищ». Уже будучи военным корреспондентом, получил контузию. Член ВКП(б) с 1943 года.
Главный редактор журнала «Советский Союз» (1950—1954, 1956—1991). Председатель ВС РСФСР (1980—1990). Секретарь правления СП СССР (1959—1991). Кандидат в члены ЦК КПСС (1961—1990).
Переводчик с языков народов СССР.

Активно участвовал в кампании против космополитизма (по сути антисемитской). Имел литературную репутацию ортодокса-реакционера, конъюнктурщика, был назван Хрущёвым «автоматчиком партии» (по другим данным так себя назвал сам Грибачёв). К этому эпизоду возвращается Евгений Евтушенко в книге воспоминаний «Волчий паспорт» 
Тогда, в марте 1963 года, уловив настроение Хрущева, на трибуну, как чертики из табакерки, начали выскакивать те же самые люди, которые ещё совсем недавно, при Сталине, устраивали антисемитские литературные погромы. Какое-то время казалось, что эти охотнорядцы вышвырнуты историей на мусорную свалку, но они пригодились снова. Один из них, Грибачёв, впоследствии вместе с зятем Хрущева А. Аджубеем получивший Ленинскую премию, грозно поблескивал своей полированной головой на трибуне, заимев долгожданный шанс заверить партию в своём верноподданничестве. Это именно Грибачёв нашёл поразительно точную характеристику для таких литераторов, как он сам, — «автоматчики партии». Он, конечно, употребил это выражение в сугубо положительном смысле, но история сохранит его в словаре самых позорных дефиниций.
Автор манифеста антиоттепельной реакции «Нет, мальчики» (1962), ответа на стихотворение Евгения Евтушенко «Давайте, мальчики!»:
Нога скользить, язык болтать свободен,
Но есть тот страшный миг на рубеже,
Где сделал шаг — и ты уже безроден,
И не под красным знаменем уже…
На собрании партийной группы Правления Союза писателей 25 октября 1958 года Н. Грибачёв и С. Михалков, а также Вера Инбер выступили с требованием лишить Пастернака гражданства и выслать из страны.
Подписал Письмо группы советских писателей в редакцию газеты «Правда» 31 августа 1973 года о Солженицыне и Сахарове.
Умер 10 марта 1992 года. Похоронен в Москве на Троекуровском кладбище.
После смерти писателя из его произведений переиздаются только сказки для детей.

## Примечательные факты
Строки Н. М. Грибачёва высечены на монументе «Покорителям космоса» в Москве:
И наши тем награждены усилья,
Что, поборов бесправие и тьму,
Мы отковали пламенные крылья
Своей стране и веку своему!

## В воспоминаниях современников
Писатель Юрий Нагибин после совместной поездки группы литераторов в Азербайджанскую ССР оставил в дневнике следующую запись 10 ноября 1980 года
Грибачев, как в лучшие дни «космополитизма», громил уже не жидов — давно разгромленных, — а тех, кто ныне мешает ему своей славой, талантом, популярностью: Ахматову, Цветаеву, Булгакова. Под видом защиты попранных интересов Горького, Маяковского и Блока. Грибачеву всегда тесно, даже в полупустом вагоне. А ни Горькому, ни Маяковскому, ни Блоку никто никогда не мешал. У Грибачева голая костяная башка, серое лицо, мертвячьи глаза.
Бенедикт Сарнов в своей книге «Феномен Солженицына» приводит эпиграмму на Грибачёва авторства Абрама Раскина: 
Едва успел стихи твои забыть

А ты уже статьёй меня тревожишь.

Поэтом можешь ты не быть.

Но критиком ты быть — не можешь.

## Награды и премии
- Герой Социалистического Труда (27 сентября 1974)
- четыре ордена Ленина (19 декабря 1960; 28 октября 1967; 27 сентября 1974; 18 декабря 1980)
- орден Октябрьской Революции (18 декабря 1970)
- орден Красного Знамени (17 августа 1944, был представлен к ордену Отечественной войны II степени)
- орден Отечественной войны I степени (15 мая 1945, был представлен к ордену Красного Знамени)
- орден Отечественной войны II степени (11 марта 1985)
- орден Дружбы народов (16 ноября 1984)
- два ордена Красной Звезды (14 декабря 1942; 17 марта 1944)
- медали
- Ленинская премия (1960) — за участие в написании публицистической книги «Лицом к лицу с Америкой»
- Сталинская премия первой степени (1948) — за поэму «Колхоз „Большевик“» (1947)[6]
- Сталинская премия второй степени (1949) — за поэму «Весна в „Победе“» (1948)[7]

## Книги
- Собрание сочинений в 6 томах. М., 1985—1987.
- Собрание сочинений в 5 томах. М., 1971—1973.
- Избранные произведения в 3 томах. М., 1960
- Стихотворения и поэмы в 2 томах. М., 1958
- «А это мы!» («Волшебные очки») М., 1974, 1982
- «Северо-запад». Петрозаводск., 1935
- «Стихи и поэмы». Смоленск, 1939
- «По дорогам войны». — Смоленск, 1945.
- «Стихи». Смоленск., 1948
- «В походе». Стихи. М., 1948
- «Колхоз „Большевик“» М.,1948
- «Весна в „Победе“» М., 1949
- Две поэмы. Симферополь, 1949
- «Непокорённая Корея». Стихи. М., 1951
- «После грозы» М., Советский писатель, 1952,
- «Дорогие земляки». — Брянск,1954.
- «Женевский репортаж». — М., 1954
- «Раздумье» (1955),
- «Десна-красавица». М., 1955, 1956 (в соавторстве)
- «Августовские звезды». Рассказы. М., 1958, 1960
- Памфлеты и фельетоны. М., Известия, 1958
- «Дым над вулканом». Очерки. М., 1959
- «Прямой свет». Стихи. М., 1959
- «Америка, Америка». Поэма. М., 1961
- «Орбита века». Публицистика. М., 1961
- «Иду». Стихи и поэмы. М., Воениздат, 1962
- «Иди, сержант!» Поэма. М., 1963
- «Полемика». Статьи. М., 1963
- «Полдень». М., 1963
- «Ночная гроза». Рассказы. — Ташкент, 1964
- «Белое-чёрное». Стихи. — М., Советский писатель, 1965
- «А она вертится». Публицистика. — М., 1966
- «Любовь, и тревога, и бой». М., Воениздат, 1966
- «Любовь моя шальная». М., 1967
- «И ветер с четырёх сторон» — М., Советский писатель, 1968.
- «Белый ангел в поле». М., 1968, 1975, 1977
- «Выбор века». М., 1969
- «Здравствуй, комбат!» Рассказы. — М., 1970
- «Исповеди в пути» М., Советский писатель, 1970
- «Лирика». — М., Советский писатель, 1973
- «День бегущий». Очерки. — М., 1976
- «Здравствуй, комбат!». М., 1976
- «Стрелка секундомера» (1977)
- «…И песня звёзд» — М., Советский писатель, 1979
- «О жизни, о дороге, о любви». Стихи. М., Современник, 1980
- «От брата к брату». Ташкент, 1980
- «А сами вы любили?» М., Правда, 1981
- «Секунды, дни, годы» М., 1982
- «Здравствуй, комбат!». М., 1982
- «Здравствуй, комбат!». Волгоград, 1975, 1982
- «Да не умрёт!» Стихи. М., Советский писатель, 1985
- «Выбор века». Очерки. М., Правда, 1983
- «И наше личное». М., Современник, 1984
- «Время твоё и моё». М., Современник, 1986
- Стихотворения и поэмы, 1951, 2-е изд., в 2 кн., 1958
- «Лицом к лицу с Америкой». Путевые записки. 1959 (совм. с А. И. Аджубеем и др.)

## Сценарист
- 1974 — Заяц Коська и родничок